# Caffaro di Rustico da Caschifellone
Caffaro di Rustico da Caschifellone (Caschifellone, 1080 - Gènova, c. 1166) fou un militar i historiador genovès.
Membre d'una família noble descendent de governants de Gènova, de jovea va lluitar com a seguidor de Jofré de Bouillon a la Primera Croada al setge de Cesarea, al nord de Jerusalem el 1101, i a partir de llavors va començar a portar un registre anual de la història dels genovesos, amb el nom d'Annales.
Va exercir com a ambaixador davant de Calixt II, Alfons VII de Castella, Ramon Berenguer IV i l'emperador Frederic I Barbaroja, i va servir com a capità a la guerra contra la República de Pisa, la Croada contra al-Mariyya i la croada contra la Taifa de Turtusha.
El 1152 va presentar la seva història al cònsol de Gènova, que va decretar que havia de ser copiada i conseevada en els arxius públics. Va continuar els seus annals fins a 1163, quan els trastorns civils a Gènova van fer que abandonàs el projecte. A la seva mort el 1166, va deixar dos llibres, a més dels annals: Liber de Liberatione civitatum Orientis (llibre sobre l'Alliberament de les ciutats de l'Orient), descrivint la participació genovesa a la Primera Croada, escrita de memòria més de mig segle més tard, i De captione Almerie et Tortuose (Història de la captura d'Almeria i Tortosa).